# Woman's World magazine
Il Woman's World magazine era una rivista mensile inglese pubblicata a Londra dal 1887 al 1890 curata da Oscar Wilde.

## Storia
Sir Thomas Wemyss Reid (1842 - 1905) a quei tempi era un direttore di diversi testate giornalistiche, fra cui quella del “Leeds Mercury”. Nel febbraio 1887 lesse varie recensione effettuate da Wilde decise che Oscar, visto le sue abilità, gli sarebbe stato di grande aiuto in una nuova testata giornalistica. Nella sua rivista “The Lady's World: A Magazine of Fashion and Society” si parlava di femminismo e volle un parere di Wilde, lo ottenne e ne fu colpito positivamente assumendolo. Il 18 maggio 1887 Oscar iniziò la collaborazione, con lo stipendio di 6 sterline ogni settimana Wilde, nel cercare collaborazioni importanti non esito nel chiedere alla regina Vittoria una delle sue poesie, ma lei rifiutò affermando di non averle mai scritte. Esortato dalla signora Craik Wilde propose ed ottenne dopo qualche discussione che il nome della rivista cambiasse in “The Woman's World” nel novembre 1887, Wilde poteva contare sull'aiuto di Arthur Fish che era il suo più fidato collaboratore dell'epoca.
Agli inizi era quasi puntuale (il suo lavoro iniziava alle 11 del mattino) aveva preso l'abitudine di andarsene sempre prima e sempre meno fino a quando ci andava due volte alla settimana per un'ora, probabilmente perché non riusciva a rimanere più tempo senza fumare (vi era il divieto di fumo negli uffici), per tutto il tempo che vi rimase, Wilde si arrabbiò una volta sola in occasione della visita di uno scrittore nano anch'esso di nome Wilde che aveva fatto una parodia di un racconto di Oscar, poteva sopportare ogni parodia delle sue opere ma non una parodia del suo nome.

## La rivista
Inizialmente usciva con il nome di Lady's World (dal novembre 1886 fino all'ottobre 1887 dove poi prese il nome Woman's World magazine) fu edito da Cassell e uscirono complessivamente 48 numeri, questo dovuto anche al fatto che nel 1889 Wilde ormai stanco, lasciò l'incarico.
Gli editori che si sono succeduti erano:
- Novembre-1886 – Marzo-1887: Wemyss Reid
- Novembre-1887 – Agosto-1889: Oscar Wilde
- Settembre-1889 – Ottobre-1889: Arthur Fish (tale nome non è certo, in ogni caso la rivista smise la sua pubblicazione due mesi dopo l'uscita di scena di Wilde)

## I collaboratori
La rivista al tempo in cui Wilde operava ebbe molti collaboratori, tutte donne, oltre a sua moglie anche sua madre Jane Francesca Elgee, Olive Schreiner, Marie Corelli e Violet Fane.